# Pierre Cadet Chouteau
Pierre Cadet Chouteau (19 janvier 1789 – 6 septembre 1865), également appelé Pierre Chouteau Jr, est un pionnier, explorateur et homme d'affaires franco-américain, membre de la famille Chouteau, une famille de négociants en fourrures de Saint-Louis. Il est le fondateur, en 1832, du Fort Pierre (ou Fort Pierre Chouteau) puis les villes de Fort Pierre et de Pierre, la capitale du Dakota du Sud ont été nommées en son honneur. 

## Biographie
Pierre Chouteau est né à Saint-Louis, où son père, Jean-Pierre Chouteau, était un des premiers habitants. Sa mère était Pélagie Kiersereau (1767–1793).
Un de ses frères était Auguste-Pierre Chouteau. Un demi-frère après le remariage de son père avec Brigitte Saucier était Francois Gessau Chouteau, qui était un des premiers habitants de Kansas City (Missouri).
Il poursuivit les affaires de la famille en commençant des échanges commerciaux avec les Osages dès l'âge de 15 ans. Il a aussi exploité des mines de plomb aux alentours de Dubuque, en Iowa, jusqu'à la guerre de 1812.
Pierre Chouteau était membre de la compagnie Bernard Pratte, qui était l'agent de l'ouest pour la American Fur Company en 1827. Il était pionnier des bateaux à vapeur sur la rivière Missouri. 
Il prit possession de la American Fur Company, qui fut renommée Pierre Cadet Chouteau, & Compagnie. En 1834, la compagnie acheta tous les intérêts de la compagnie de fourrure Astor Fur company.  
En 1838, la compagnie fut réorganisée et renommée Pierre Chouteau, Jr., & Company. Elle continua ses opérations jusqu'à sa dissolution en 1864. En 1847, son frère Auguste et lui établirent le Fort Benton dans le comté de Chouteau, comme le dernier poste de traite de la haute rivière Missouri. Le comté de Chouteau doit son nom à Pierre Cadet Chouteau, ainsi que la ville de Choteau dans le comté de Teton (Montana). Il construisit aussi le Fort Pierre au Dakota du Sud, qui fut nommé à son nom. Au tout début, les intérêts de Chouteau étaient dans l'industrie des peaux de castor. Lorsque l'industrie s'effondra aux alentours de 1850, il commença à traiter dans le commerce des fourrures de bisons. Chouteau investit beaucoup dans le chemin de fer, les moulins, et les mines.
Il était un contributeur influent pour le sénateur américain Thomas Hart Benton du Missouri, qui a donné son nom au Fort Benton acheté par l'armée américaine en 1865.
Sa fille, Julia Maffitt (1816-1897), hérite à sa mort de sa fortune estimée en millions de dollars. Après la mort de son mari, William Charles Maffitt, cette fortune est le sujet de nombreuses affaires de succession. Jules Verne l'évoque dans son roman Sans dessus dessous lorsqu'il évoque au chapitre IV, les milliardaires et héritières américaines.